# Comuna Loveci, Loveci
Loveci (în bulgară Ловеч) este o comună în regiunea Loveci, Bulgaria, formată din orașul Loveci și 34 de sate. 

## Localități componente

### Orașe
- Loveci

### Sate
| - Ablanița - Aleksandrovo - Bahovița - Bălgarene - Ceavdarți - Devetaki - Doirenți - Drenov - Dăbrava - Goran - Gorno Pavlikene - Gostinea | - Hlevene - Ioglav - Izvorce - Kazacevo - Kăkrina - Liseț - Malinovo - Prelom - Preseaka - Radiuvene - Skobelevo | - Slatina - Slaveani - Slivek - Smocean - Sokolovo - Stefanovo - Tepava - Umarevți - Vladinea - Brestovo - Leșnița |

## Demografie
Componența etnică a comunei Loveci
     Turci (4,66%)
     Romi (1,33%)
     Bulgari (86,9%)
     Nicio identificare (6,76%)
     Altele (0,33%)
La recensământul din 2011, populația comunei Loveci era de 49.738 locuitori. Din punct de vedere etnic, majoritatea locuitorilor (86,9%) erau bulgari, existând și minorități de turci (4,66%) și romi (1,33%). Pentru 6,76% din locuitori nu este cunoscută apartenența etnică.